# Filippinerna i olympiska sommarspelen 2016
Filippinerna deltog med 13 deltagare vid de olympiska sommarspelen 2016 i Rio de Janeiro. Totalt vann de en silvermedalj.

## Medaljer
| Medalj | Namn         | Sport         | Gren           |
| ------ | ------------ | ------------- | -------------- |
| Silver | Hidilyn Diaz | Tyngdlyftning | Damernas 53 kg |

## Bordtennis
| Spelare    | Gren      | Inledande omgång     | Omgång 1             | Omgång 2             | Omgång 3             | Åttondelsfinal       | Kvartsfinal          | Semifinal            | Final / BM           | Final / BM       |
| Spelare    | Gren      | Motståndare Resultat | Motståndare Resultat | Motståndare Resultat | Motståndare Resultat | Motståndare Resultat | Motståndare Resultat | Motståndare Resultat | Motståndare Resultat | Placering        |
| ---------- | --------- | -------------------- | -------------------- | -------------------- | -------------------- | -------------------- | -------------------- | -------------------- | -------------------- | ---------------- |
| Ian Lariba | Damsingel | Han X (CGO) L 0–4    | Gick inte vidare     | Gick inte vidare     | Gick inte vidare     | Gick inte vidare     | Gick inte vidare     | Gick inte vidare     | Gick inte vidare     | Gick inte vidare |

## Boxning
Herrar
| Boxare        | Gren          | Omgång 1             | Omgång 2             | Kvartsfinal          | Semifinal            | Final                | Final            |
| Boxare        | Gren          | Motståndare Resultat | Motståndare Resultat | Motståndare Resultat | Motståndare Resultat | Motståndare Resultat | Placering        |
| ------------- | ------------- | -------------------- | -------------------- | -------------------- | -------------------- | -------------------- | ---------------- |
| Rogen Ladon   | Lätt flugvikt | Bye                  | Martínez (COL) L 0–3 | Gick inte vidare     | Gick inte vidare     | Gick inte vidare     | Gick inte vidare |
| Charly Suarez | Lättvikt      | Cordina (GBR) L 1–2  | Gick inte vidare     | Gick inte vidare     | Gick inte vidare     | Gick inte vidare     | Gick inte vidare |

## Friidrott
Förkortningar
- Notera– Placeringar avser endast det specifika heatet.
- Q = Tog sig vidare till nästa omgång
- q = Tog sig vidare till nästa omgång som den snabbaste förloraren eller, i fältgrenarna, genom placering utan att nå kvalgränsen
- NR = Nationellt rekord
- N/A = Omgången fanns inte i grenen
- Bye = Idrottaren behövde inte tävla i omgången

Bana och väg
| Idrottare        | Gren                     | Heat     | Heat      | Semifinal | Semifinal | Final            | Final            |
| Idrottare        | Gren                     | Resultat | Placering | Resultat  | Placering | Resultat         | Placering        |
| ---------------- | ------------------------ | -------- | --------- | --------- | --------- | ---------------- | ---------------- |
| Eric Shauwn Cray | Herrarnas 400 meter häck | 49,05    | 3 Q       | 49,37     | 7         | Gick inte vidare | Gick inte vidare |
| Mary Joy Tabal   | Damernas maraton         | i.u.     | i.u.      | i.u.      | i.u.      | 3:02:27          | 124              |

Fältgrenar
| Idrottare         | Gren               | Kval    | Kval      | Final            | Final            |
| Idrottare         | Gren               | Distans | Placering | Distans          | Placering        |
| ----------------- | ------------------ | ------- | --------- | ---------------- | ---------------- |
| Marestella Torres | Damernas längdhopp | 6,22    | 28        | Gick inte vidare | Gick inte vidare |

## Golf
| Spelare        | Gren              | Runda 1 | Runda 2 | Runda 3 | Runda 4 | Totalt | Totalt | Totalt    |
| Spelare        | Gren              | Poäng   | Poäng   | Poäng   | Poäng   | Poäng  | Par    | Placering |
| -------------- | ----------------- | ------- | ------- | ------- | ------- | ------ | ------ | --------- |
| Miguel Tabuena | Herrarnas tävling | 73      | 75      | 73      | 70      | 291    | +7     | 53        |

## Judo
| Idrottare   | Gren                            | Omgång 1                   | Omgång 2             | Kvartsfinaler        | Semifinaler          | Återkval             | Final / BM           | Final / BM       |                  |
| Idrottare   | Gren                            | Motståndare Resultat       | Motståndare Resultat | Motståndare Resultat | Motståndare Resultat | Motståndare Resultat | Motståndare Resultat | Placering        |                  |
| ----------- | ------------------------------- | -------------------------- | -------------------- | -------------------- | -------------------- | -------------------- | -------------------- | ---------------- | ---------------- |
| Kodo Nakano | Herrarnas halv mellanvikt −81kg | Marconcini (ITA) L 000–100 | Gick inte vidare     | Gick inte vidare     | Gick inte vidare     | Gick inte vidare     | Gick inte vidare     | Gick inte vidare | Gick inte vidare |

## Taekwondo
| Idrottare     | Gren            | Åttondelsfinaler     | Kvartsfinaler        | Semifinaer           | Återkval             | Final                | Final     |
| Idrottare     | Gren            | Motståndare Resultat | Motståndare Resultat | Motståndare Resultat | Motståndare Resultat | Motståndare Resultat | Placering |
| ------------- | --------------- | -------------------- | -------------------- | -------------------- | -------------------- | -------------------- | --------- |
| Kirstie Alora | Damernas +67 kg | Espinoza (MEX) L 1–4 | Gick inte vidare     | Gick inte vidare     | Dislam (MAR) L 5–7   | Gick inte vidare     | 7         |